# جیپسوم (اوهایو)
جیپسوم (به انگلیسی: Gypsum) یک منطقهٔ مسکونی در ایالات متحده آمریکا است که در شهرستان اتاوا، اوهایو واقع شده‌است.